# Блемон
Блемон (фр. Blaymont) насеље је и општина у југозападној Француској у региону Аквитанија, у департману Лот и Гарона која припада префектури Ажан.
По подацима из 2011. године у општини је живело 224 становника, а густина насељености је износила 16,52 становника/km². Општина се простире на површини од 13,56 km². Налази се на средњој надморској висини од 200 метара (максималној 228 m, а минималној 85 m).

## Демографија
| 1962. | 1968. | 1975. | 1982. | 1990. | 1999. | 2011. |
| ----- | ----- | ----- | ----- | ----- | ----- | ----- |
| 199   | 254   | 214   | 209   | 217   | 196   | 224   |

График промене броја становника у току последњих година